# Приращение функции
Приращение функции {\displaystyle f(x)} в точке {\displaystyle x_{0}} —
функция, обычно обозначаемая {\displaystyle \Delta _{x_{0}}f}
от новой переменной {\displaystyle \Delta _{x_{0}}x=x-x_{0}}, определяемая как
{\displaystyle \Delta _{x_{0}}f(\Delta _{x_{0}}x)=f(x)-f(x_{0})}
Переменная  {\displaystyle \Delta _{x_{0}}x=x-x_{0}} называется приращением аргумента.
В случае, когда ясно о каком значении {\displaystyle x_{0}} идёт речь,
применяется более короткая запись.
{\displaystyle \Delta f(\Delta x)=\Delta _{x_{0}}f(\Delta _{x_{0}}x).}

## Примеры использования
- Говорят, что первоначальное значение аргумента {\displaystyle x_{0}} получило приращение {\displaystyle \Delta x}. Вследствие этого значение функции {\displaystyle f} получило приращение

{\displaystyle \Delta f(\Delta x)=f(x_{0}+\Delta x)-f(x_{0})}